# Mas de Pei
Mas de Pei és un edifici del municipi de Flix, a la comarca catalana de la Ribera d'Ebre. S'hi duen a terme activitats ornitològiques.